# Papa-léguas-pequeno
Papa-léguas-pequeno (Geococcyx velox), é uma ave da América Central da família Cuculidae.